# Melchiorre Gioia
Melchiorre Gioia, né le 20 septembre 1767 à Plaisance et mort le 2 janvier 1829 à Milan, est un économiste, politique et intellectuel italien.

## Postérité
La vie politique de Gioia a été jugée de la manière la plus opposée, selon le parti auquel ses biographes appartenaient, mais personne n’a mis en doute son mérite comme économiste. Voici ce qu’en dit Silvio Pellico : « Melchiorre Gioia fut le penseur le plus éminent que les sciences économiques aient eu en Italie dans ces derniers temps. Cet homme re avait une érudition universelle, comme le démontrent : 1° ses Tables statistiques ; 2° son Traité des mérites et des récompenses ; 3° son Prospectus colossal de toutes les sciences économiques ; 4° sa Logique à l’usage de la jeunesse ; 5° la Philosophie de la statistique, et vingt autres ouvrages qui sont autant de preuves de son génie et un monument élevé par lui à sa gloire et à celle de sa patrie. » Giuseppe Pecchio, qui consacre à cet auteur un article très étendu, s’exprime d’une manière tout aussi élogieuse sur son compte. Il ajoute néanmoins : « M. Gioja est celui des écrivains italiens qui donne plus hardiment la préférence à l’industrie sur l’agriculture; et puis il est le seul des Italiens et des étrangers qui ait donné de l’importance à l’association des travaux, qui en ait démontré les avantages, et qui l’ait mise au nombre des causes de la production. »

## Idéologie
Pendant sa jeunesse il est un jacobin modéré, influencé par le jansénisme et par le sensualisme de Condillac et de John Locke ; après l'arrivée de Napoléon en Italie, il devient partisan du régime napoléonien.
Après avoir renoncé à la prêtrise, il commence sa carrière journalistique en fondant différents journaux journal d'inspiration démocratique : Il Monitore Italiano (Le moniteur italien) (fondé avec Ugo Foscolo), Il Censore (Le Censeur), La Gazzetta Nazionale della Cisalpina (Le Journal National de la République cisalpine) et Il Giornale filosofico politico (Le Journal philosophique politique).
Il fut membre de la loge maçonnique « Reale Amalia Agusta » de Brescia, qui prit son nom de l'épouse du prince Eugène de Beauharnais, premier grand maître du Grand Orient d'Italie, loge qui fut en activité jusqu'en 1814.
Gioia pense qu'on peut comparer la société à un « marché général », « une grande machine qui doit tourner à un rythme le plus rapide possible ».

## Œuvres
Ses œuvres complètes ont été réimprimées en 1837 et années précédentes (Lugano, imprimerie de Giuseppe Ruggia et Co.), en deux collections : Opere principali et Opere minori.